# Cieśnina Juana de Fuca
Cieśnina Juana de Fuca (ang. Strait of Juan de Fuca, Juan de Fuca Strait) – cieśnina Oceanu Spokojnego, część morza Salish, pomiędzy kanadyjską wyspą Vancouver (prowincja Kolumbia Brytyjska) a półwyspem Olympic (stan Waszyngton, USA).
Cieśnina rozciąga się na długości 130–160 km, jej szerokość wynosi od 18 do 27 km. Zachodni kraniec cieśniny, gdzie łączy się ona z otwartym oceanem, wyznaczają przylądek Flattery (Cape Flattery) na półwyspie Olympic, wyspa Tatoosh i przylądek Carmanah (Carmanah Point) na wyspie Vancouver. Na wschodzie Cieśnina Juana de Fuca dociera do wysp San Juan i Whidbey, gdzie styka się z cieśniną Haro (Haro Strait), kanałem San Juan (San Juan Channel), cieśniną Rosario (Rosario Strait) i zatoką Puget (Puget Sound). Głębokość cieśniny wynosi od 275 m u styku z oceanem do 90 m w jej wschodniej części.
Główne miasta nad cieśniną to Victoria i Port Angeles. Przebiega tędy droga wodna prowadząca do portów w Vancouverze i Seattle.
Cieśnina nazwana została na cześć Juana de Fuca, greckiego żeglarza w służbie hiszpańskiej, który miał dotrzeć tutaj w 1592 roku.